# Maslikhat
Un maslikhat (en kazakh: Мәслихат, lit. ‘Consell’) és un òrgan representatiu local (parlament) al Kazakhstan que és triat per la població d'una regió, districte i ciutat.

## Funcions
Els maslikhats funcionen a nivell de regió i municipi, així com a nivell local, com a ciutat o un districte. Els maslikhats regionals aproven i controlen el pressupost local, a proposta del president s'aprova l'akim de la regió, s'estudien i aproven programes de desenvolupament regional, es formen comissions de revisió per a controlar la despesa dels fons pressupostaris, s'aproven plans generals de desenvolupament, etc. quart del total dels seus membres.
Participant en els treballs dels maslikhats i els seus òrgans, els diputats resolen les qüestions més importants de la construcció estatal, econòmica, social, cultural, aproven reglaments i altres decisions, segons la seva competència, promouen la seva aplicació, exerceixen el control sobre el compliment de les lleis del Kazakhstan i les decisions dels òrgans representatius i executius locals.